# Sphygmographe

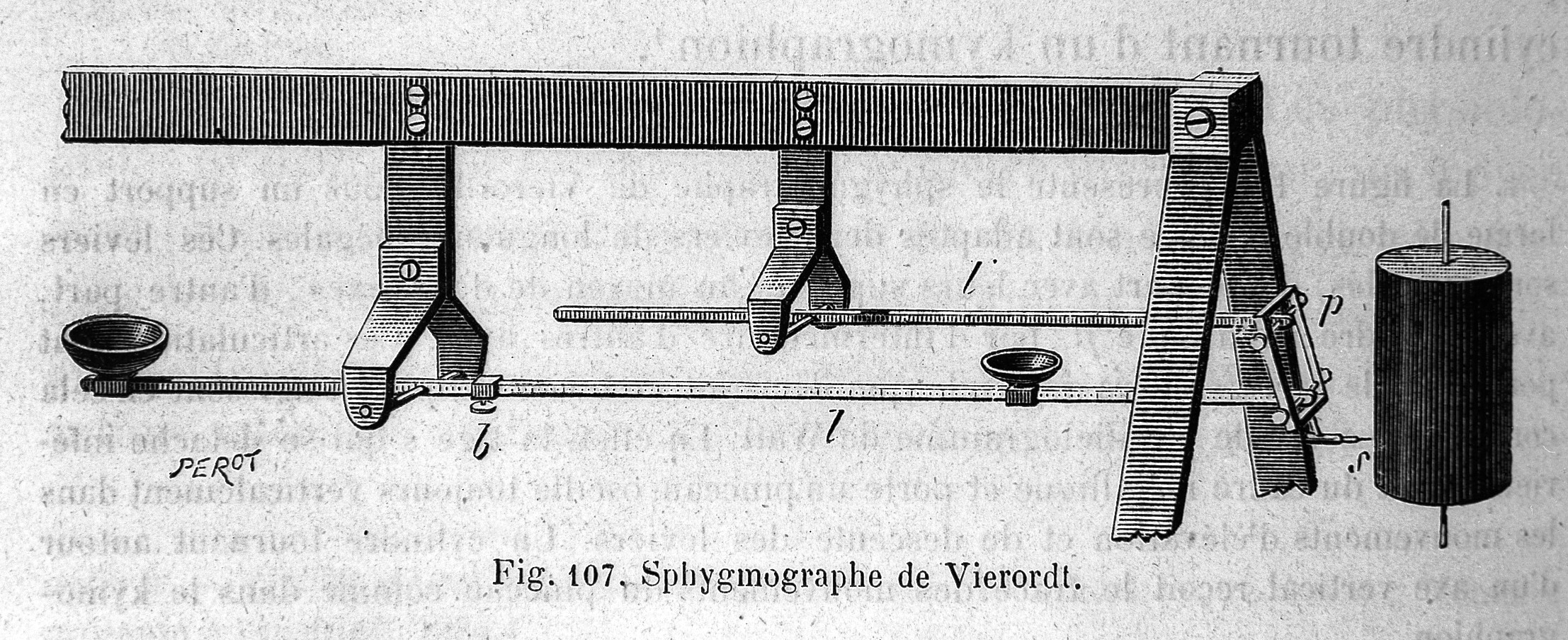
Fig. 107. Sphygmographe de Vierordt, premier sphygmographe inventé en 1855. Il se compose d'un poids (à gauche) destiné à comprimer une artère et d'un cylindre rotatif (à droite) sur lequel s'inscrivent à l'aide d'une pointe les pulsations de l'artère comprimée.

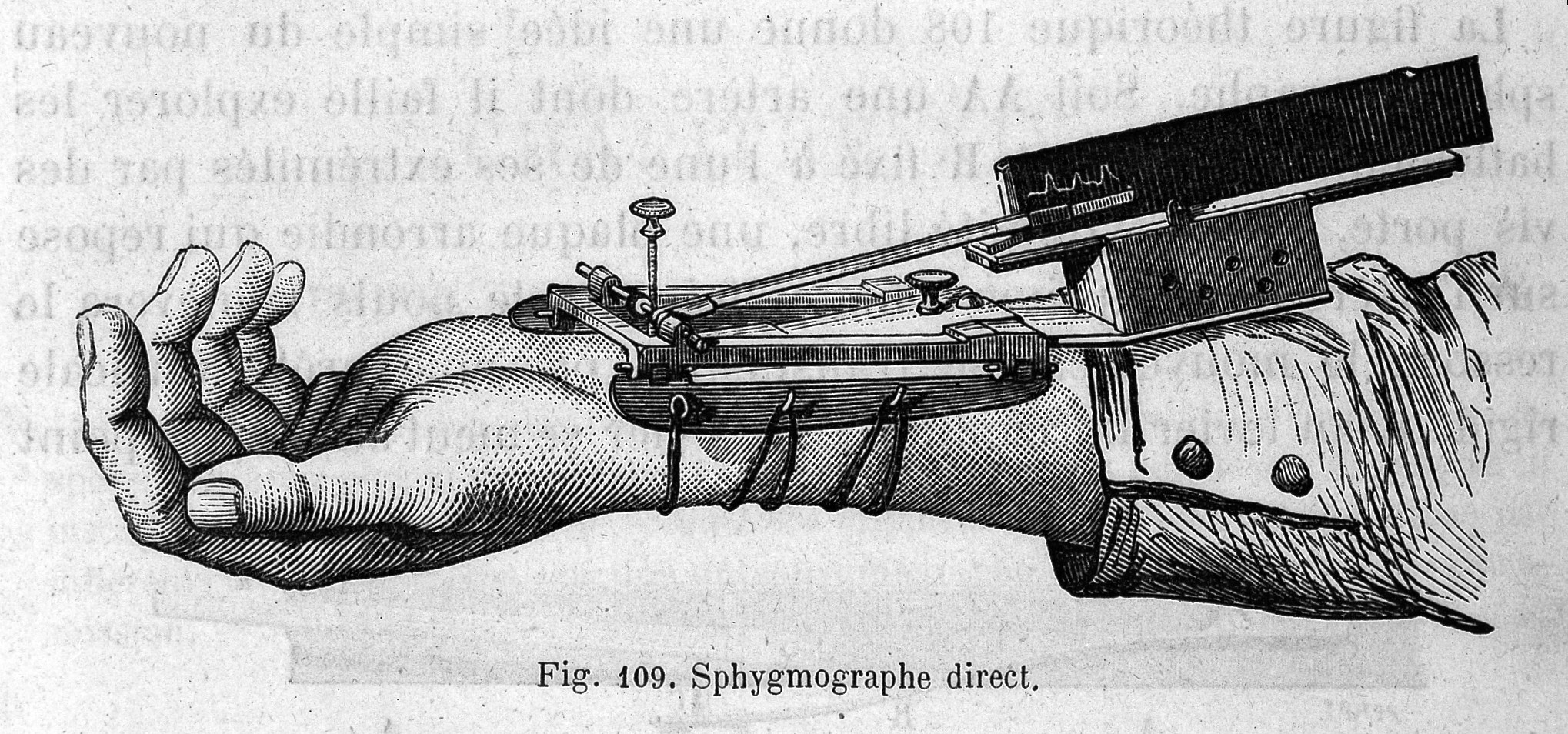
Fig. 109. Sphygmographe direct de Marey fabriqué en 1863. Il est portatif et l'inscription du tracé se fait sur une bande de papier.

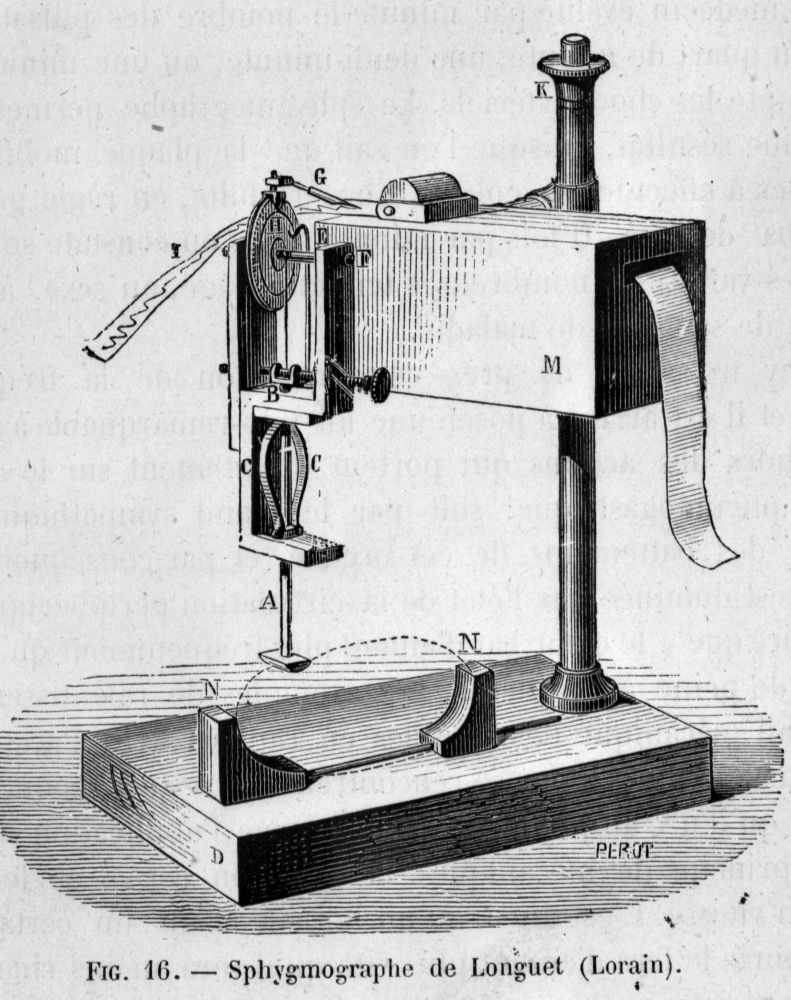
Fig. 16. Sphygmographe à poulie de Maurice Longuet fabriqué en 1868. Cet instrument n'est pas portatif et exige de mettre le bras en supination complète, une position pouvant s'avérer pénible pour le patient.

Un sphygmographe était un instrument de mesure mécanique utilisé au milieu du XIXe siècle pour enregistrer le pouls. Développé en 1854 par le physiologiste allemand Karl von Vierordt, cet appareil, inspiré du sphygmomètre de Hérisson (1834) et du Kymographion de Ludwig (1846), est considéré comme le premier dispositif externe, non intrusif, utilisé en dehors du cadre expérimental pour mesurer la pression artérielle,. Il fait partie des nombreux appareils explorateurs construits à la même époque destinés à prendre le mouvement des organes : cardiographe, laryngographe, myographe, pneumographe, pnéographe, etc.

## Historique

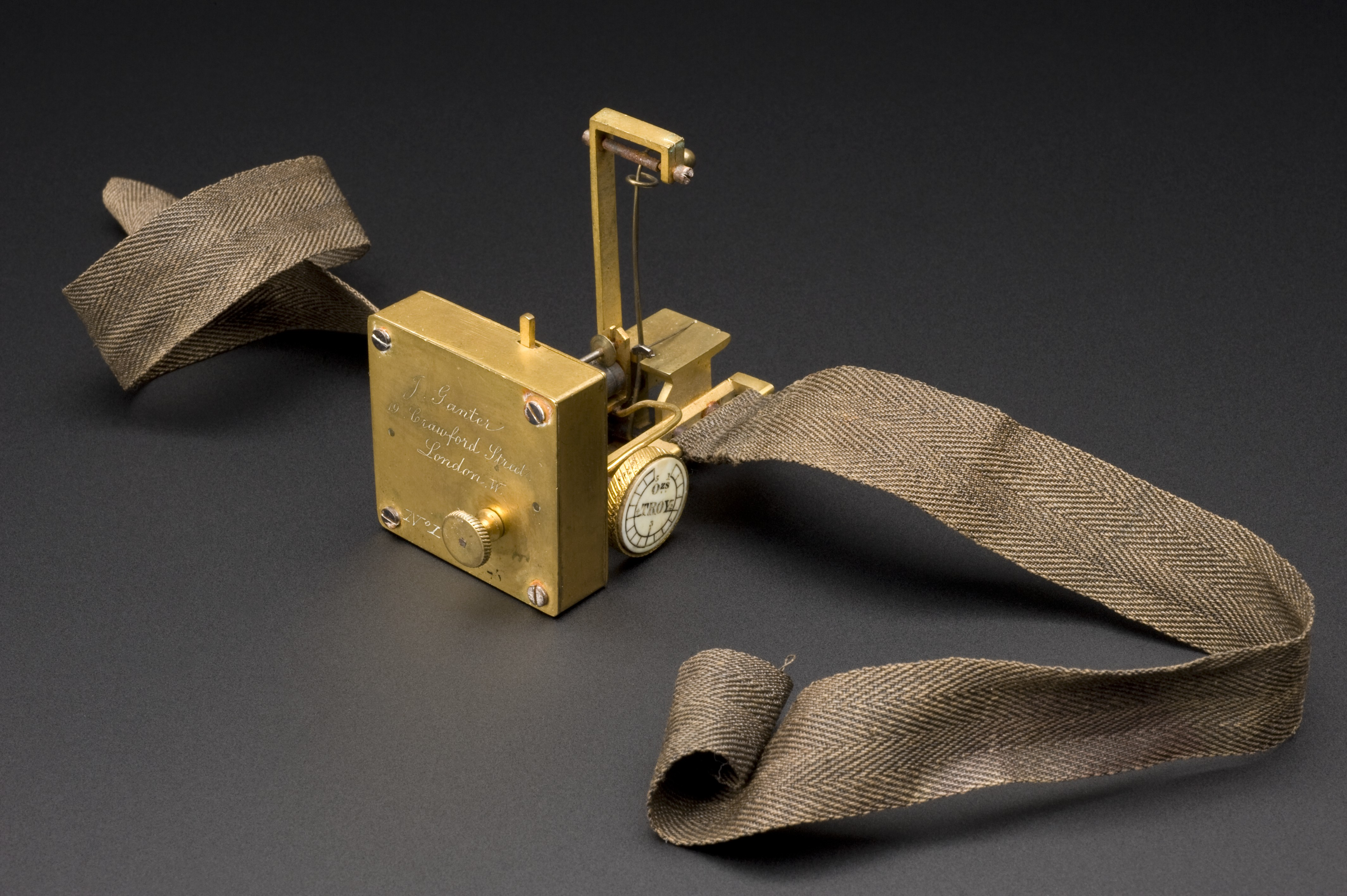
Sphygmographe de Robert Dudgeon, Londres, Angleterre, 1876. Mesure de la pression artérielle avec un sphygmographe attaché au poignet. Conçu par Étienne-Jules Marey en 1863, cet exemplaire appartenait au Dr Robert Ellis Dudgeon et a été fabriqué par J. Ganter en 1876.

Avant l'apparition des premiers instruments destinés à l'observation du pouls, les médecins ne pouvaient se fier qu'à leur seule maîtrise de la sensation de tact accompagné d'un vocabulaire enrichi leur permettant d'en décrire le plus précisément possible toutes les modifications : petit ou grand, dur ou mou, dépressible ou non, plein ou vide, serré, filliforme, dicrote, élevé, fornicant, capricant, … Une appréciation au toucher dont l'interprétation variait d'un praticien à l'autre et qui ne donnait qu'une vague idée de l'état de la circulation sanguine.
Rendre le pouls visible aurait été possible dès 1610 avec l'apparition du premier sphygmoscope, une invention de Santorio qu'il nomma pulsilogium, ou pulsiloge, bien qu'aucun document descriptif de cet instrument ne soit connu. En 1748, Stephen Hales étudie les pulsations d'un cheval en lui introduisant un tube de verre dans l'artère carotide, il (ré)invente le sphygmoscope qu'aurait inventé Santorio un siècle et demi plus tôt. C'est en 1828 qu'apparaît le premier instrument de mesure de la pression sanguine, l'hémodynamomètre, inventé par Jean-Léonard-Marie Poiseuille en faisant communiquer le sphygmoscope de Hales avec un manomètre. L'amélioration de cet instrument se fait avec l'apparition de l'hémodynamomètre de Volkmann puis du stromurh de Ludwig (ou hémodynamomètre de Ludwig),,.
En 1837 apparaît le premier instrument de mesure non intrusif, le sphygmomètre de Hérisson, puis en 1846 le kymographe de Ludwig (nommé à l'origine kymographion par Volkmann,), une version modifiée de l'hémodynamomètre de Poiseuille. Ces deux instruments s’avèrent trop peu précis pour être utilisés en pratique mais inspirent Karl von Vierordt à la fabrication du premier sphygmographe en 1854, (Fig. 107), marquant la fin des mesures intrusives.
En 1863, Étienne-Jules Marey améliore le dispositif en le rendant portable, celui-ci est destiné à être placé au-dessus de l'artère radiale, à l'aide d'un demi-bracelet lacé à l'avant-bras (Fig. 109). Bien que Vierordt en ait eu le premier l'idée sans jamais l'avoir matérialisée, Marey opte pour un mécanisme à ressort élastique très léger plutôt qu'un poids lâche, ce qui permet l'enregistrement du tracé continu des ondées sanguines alors que celui de Vierordt ne donne que le nombre des pulsations. L'enregistrement se fait sur une bande de papier et non plus sur un cylindre rotatif.
De nombreuses versions sont inventées par la suite, apportant chacune leur amélioration pour rendre l'instrument plus léger, petit et précis : le sphygmographe de Béhier, le sphygmographe de Baker (1867) auquel Foster (en), apportera une modification en ajoutant un cadran à aiguille pour indiquer la pression appliquée sur l'artère afin d'augmenter la précision de l'instrument, le sphygmographe à poulie de Longuet (1868) (Fig.16), le sphygmographe de Meurisse et Mathieu (1874), le sphygmographe de Sommerbrodt (1876) qui est une modification de l'angiographe de Landais, le sphygmographe de Dudgeon (en) (1881) sur lequel s'appuie le sphygmographe chronométrique de Jaquet (de) qu'il améliorera et rebaptisera sphygmochronographe, (1890), le sphygmographe de Fick et Zadek (1881), le sphygmographe à air de Grünmach (1876) analogue à celui de Meurisse et Mathieu, le sphygmographe de Mahomed (en) (1873), le sphygmographe de Keyt, (1876) qui combine deux sphygmographes et un chronographe en un seul appareil, le sphygmographe passif de Brondel, (1878), le sphygmographe à transmission de Marey (1878) presque semblable à celui de Meurisse et Mathieu, le sphygmographe de Pond (1878), le sphygmographe de Rothe, fabriqué pour le polygraphe de Knoll, le sphygmographe naturel d'Ozanam qui s'appuie sur la compression de l'artère poplitée par l'une des jambes lorsqu'on les croise pouvant ainsi servir de levier pour communiquer le mouvement rythmique de la jambe suspendue à un cylindre inscripteur en disposant une plume à la pointe du pied, il invente ensuite son sphygmographe photographique se servant de la photographie comme appareil enregistreur…
Entretemps, quelques appareils inspirés du sphygmographe font leur apparition : le pansphygmographe inventé par Brondgeest (1873), sorte de tambour explorateur du cœur, la pince sphygrmographique de Laulanié destinée à l'analyse de la circulation artérielle chez le chien, et son cardiographe direct construit sur le même principe que sa pince, pneumographe, angiographe, polygraphe…
De nos jours, on utilise un tensiomètre (ou sphygmomanomètre), inventé en 1880 par Samuel von Basch.

## Description

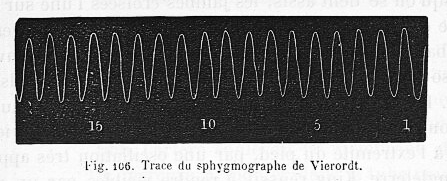
Fig. 106. Tracé isochrone du sphygmographe de Vierordt n'indiquant que le nombre de pulsations.

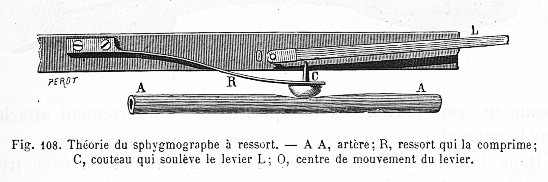
Fig. 108. Théorie du sphygmographe à ressort. - AA, artère; R, ressort qui la comprime; C, couteau qui soulève le levier L; O, centre de mouvement du levier.

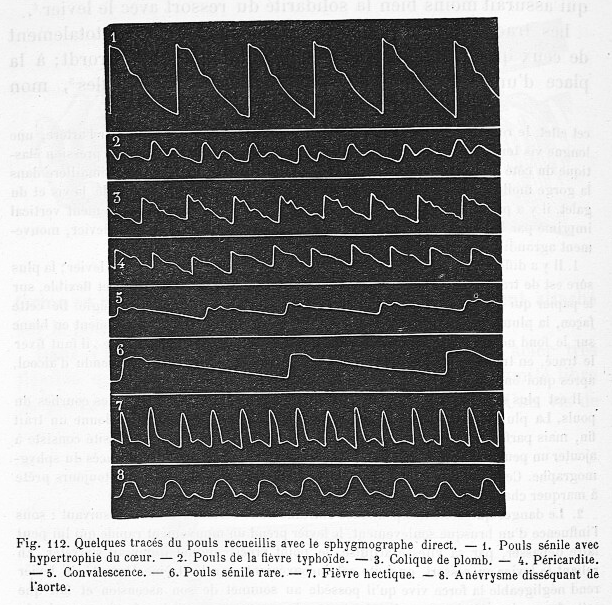
Fig. 112. Quelques tracés du pouls recueillis avec le sphygmographe direct de Marey. On remarque qu'ils sont plus détaillés que ceux réalisés avec l'appareil de Vierordt.

Il serait trop long de décrire le fonctionnement de tous les sphygmographes. Nous renvoyons le lecteur désireux d'approfondir le sujet à la section « bibliographie ».
Le sphygmographe est un instrument mécanique qui permet la représentation graphique de la prise du pouls. Il se distingue de l'hémodynamomètre et du kymographe qui nécessitent la vivisection d'une artère. Il se compose d'un dispositif venant comprimer une artère superficielle, qui transmet à un levier au bout duquel est fixée une tête enregistreuse (crayon, plume, aiguille) les pulsations générées par les variations de la pression du sang (Fig. 108).
L'enregistrement se fait sur un support inscriptible : le premier sphygmographe (Vierordt) inscrivait les résultats avec une aiguille sur un cylindre tournant, celui de Marey et Longuet sur une bande de papier avec un crayon, celui de Meurisse et Mathieu sur une bande de papier porcelaine avec la pointe d'une plume. Le tracé obtenu s'appelle tracé sphygmographique ou sphygmogramme.
On distingue les sphygmographes suivant le dispositif utilisé qui maintient le levier appliqué sur l'artère (poids ou ressort) et suivant la manière dont le dispositif faisant pression sur l'artère communique son mouvement au levier enregistreur (direct ou par transmission).

### Sphygmographes à poids
Le sphygmographe de Vierordt utilisait un poids fixé au bout d'un levier qui venait comprimer l'artère sous le simple effet de sa masse. Sa simplicité était son plus grand défaut, car une fois l'artère déprimée, le poids propulsé était soumis à sa propre force d'inertie et ne suivait pas le mouvement de l'artère. Cet appareil ne permettait que de compter le nombre de pulsations sans donner la moindre indication de l'état de la circulation sanguine (Fig. 106).

### Sphygmographes à ressort
Le sphygmographe à ressort (dit également à pression élastique) de Marey corrige les défauts des sphygmographes à poids. Le ressort maintenu en pression sur l'artère permet de suivre les moindres variations de sa contractilité (Fig. 112).
Ils varient par leur système de liaison avec l'artère sur lequel repose le levier. Ainsi, le premier sphygmographe de Marey avait un levier qui reposait sur un couteau articulé, qu'il remplace plus tard par un petit galet, un système adopté par d'autres (Ludwig, Landois, Jaquet), celui de Mach et Frey utilise une bielle au lieu d'un galet.

### Sphygmographes directs
Le sphygmographe direct forme un ensemble comprenant à la fois la monture comprimant l'artère et le levier enregistreur, la communication du mouvement est directe. Le sphygmographe de Vierordt en fait partie.

### Sphygmographes à transmission

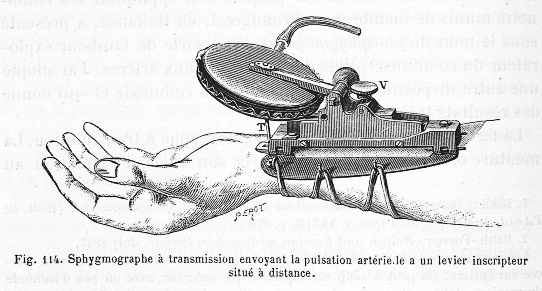
Fig. 114. Sphygmographe à transmission de Marey envoyant la pulsation artérielle à un levier inscripteur situé à distance. On distingue la capsule pneumatique sur laquelle est raccordé le tuyau rempli d'air.

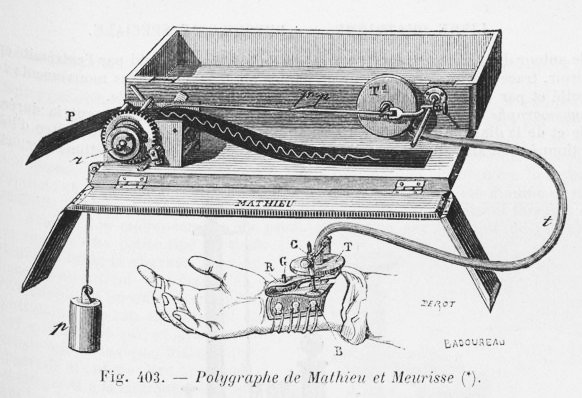
Fig. 403. Sphygmographe à transmission de Meurisse et Mathieu. Son système composé d'un tambour à air adaptable à d'autres parties du corps en fait un polygraphe.

Le sphygmographe à transmission dissocie la monture comprimant l'artère du levier enregistreur, la transmission se fait avec une capsule pneumatique fixée à la monture qui communique la pression à travers un circuit d'air jusqu'au levier enregistreur (Fig. 114).
Contrairement au sphygmographe direct, le support inscriptible peut aisément être décalé dans le cas d'un cylindre, ou remplacé rapidement dans le cas d'une bande de papier, durant l'écriture, ce qui permet de fournir des tracés d'une très grande longueur, indispensables pour constater de quelconques irrégularités périodiques qui auraient pu passer inaperçues sur un sphygmogramme de courte durée, tels que celles occasionnées par le rythme des mouvements respiratoires (thoraciques ou abdominaux) influant sur le pouls.
Il offre également la possibilité de recueillir simultanément le pouls de plusieurs artères, ou d'inscrire à la fois le pouls artériel et les pulsations du cœur, permettant ainsi de détecter un retard du pouls sur la systole du cœur, utiles dans le diagnostic des anévrismes. On parle alors de polygraphe.

## Sources
- (en) Cet article est partiellement ou en totalité issu de l’article de Wikipédia en anglais intitulé « Sphygmograph » (voir la liste des auteurs).

- (de) Cet article est partiellement ou en totalité issu de l’article de Wikipédia en allemand intitulé « Sphygmograph » (voir la liste des auteurs).